# Теодорік Празький
Теодорік Празький або Майстер Теодорик, Теодорик (Теодорих) з Праги, Детршіх (чеськ. Mistr Theodorik, нім. Meister Theoderich, Meister Theoderich, Theoderich von Prag, Theodorich, Dittrich, Detrich, Jetrich, лат. Magister Theodoricus; активно працював у 1360-х роках — помер бл. 1381) — чеський середньовічний живописець, вважається першим чеським художником. 

## З життєпису
Свідоцтв про життя Майстра Теодоріка збереглось дуже мало. Достовірним фактом є те, що під 1348-им роком він згадується як «перший майстер» празького цеху малярів. 
Теодорік працював у Празі в 1340—1370-х роках при дворі імператора Карла IV. Він є першим богемським художником, ім'я якого збереглось і може бути атрибутоване з конкретними творами. 

## Творчість
Майстер Теодорік є представником раннього Північного Ренесансу. У творчості Теодоріка з Праги поєднуються риси готичного та ренесансного мистецтва — він намагався відійти від умовних готичних традицій, надати образам життєвих, реальних рис.
Твори:
- Оформлення капели Святого Хреста у замку Карлштейн, заміській імператорській резиденції поблизу Праги (освячена в 1357 році):
  - живопис;
  - архітектурний декор;

Це оформлення включає погрудні зображення святих і Отців Церкви (загалом бл. 130 штук), які є своєрідними «сакральними портретами»
- живописи у Церкві Богоматері в Карлштейні на тему житія св. Вацлава (збереглися гірше, ніж у капелі Святого Хреста).

## Галерея робіт

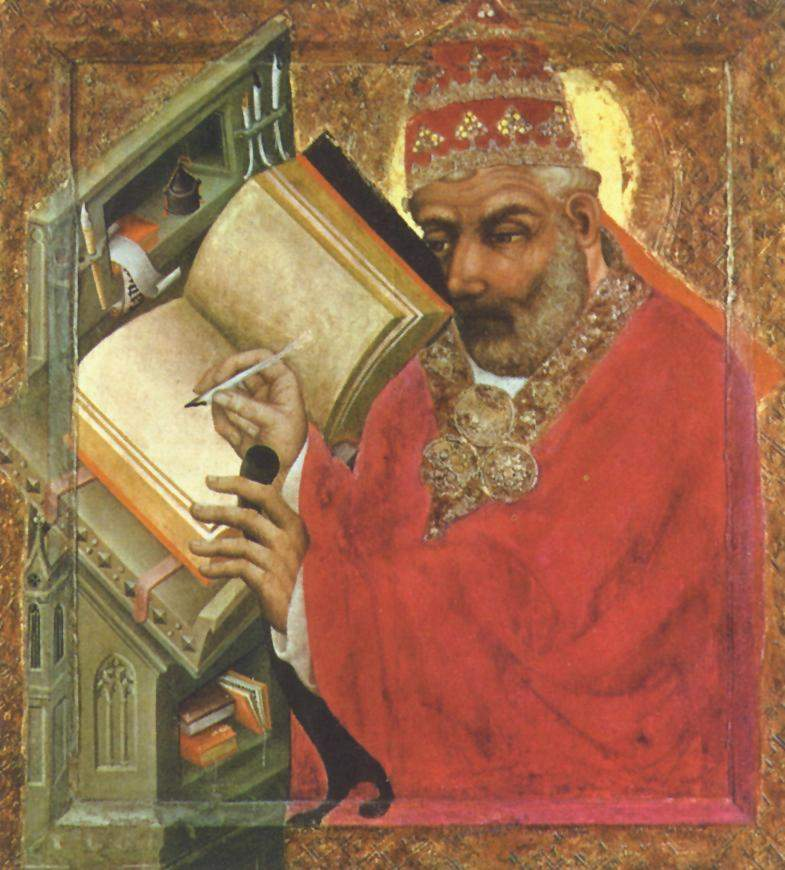
Григорій Великий
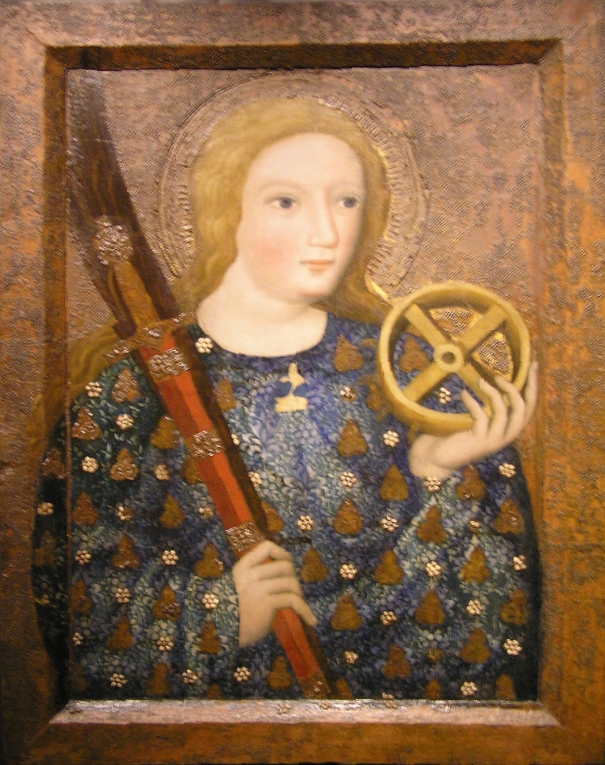
Свята Катерина
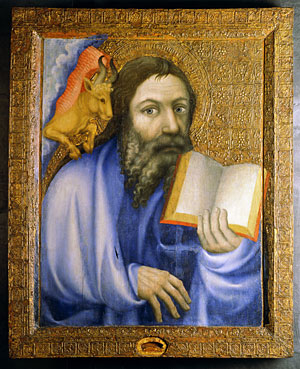
Святий Лука
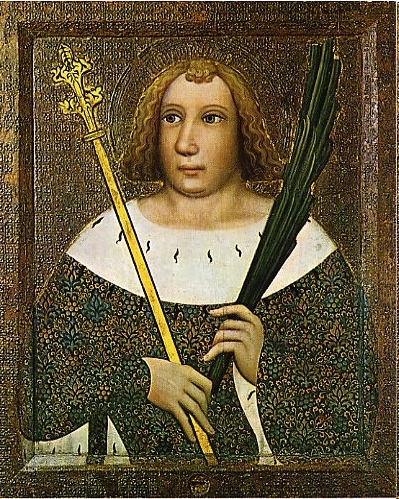
Святий Віт